# 鲁斯兰·斯特凡丘克
魯斯蘭·阿列克西約維奇·斯特凡丘克（羅馬化：Ruslan Oleksiiovych Stefanchuk；1975年10月29日—），乌克兰政治人物、律师和最高拉达主席（自2021年10月起）。
2019年烏克蘭總統選舉期間，鲁斯兰·斯特凡丘克幫助弗拉基米尔·泽连斯基競選總統。2019年烏克蘭議會選舉期間，鲁斯兰·斯特凡丘克以人民公僕黨員的身份當選最高拉達議員（党内名单中排名第二）。2021年10月當選最高拉達主席。2021年10月15日，鲁斯兰·斯特凡丘克成為乌克兰国家安全与国防事务委员会成員。

## 家庭
鲁斯兰·斯特凡丘克育有一子和一女。